# Tomo Basiljević (teolog)
Tomo Basiljević (Bassegli) (Dubrovnik, 1438. − 1512.), hrvatski teolog, humanist i diplomat iz reda dominikanaca. Rodom iz Dubrovnika, iz hrvatske plemićke obitelji Basiljevića. 

## Životopis
Rodio se je 1438. godine. Škole je završio u Dubrovniku i u Padovi, na generalnom studiju dominikanskoga reda u Padovi. Nakon doktoriranja predavao je u Padovi nekoliko godina. 
Kralj Matija Korvin pozvao ga je predavati tamošnjem provincijalnom studiju dominikanske provincije Ugarske u Budim. Basiljević se odazvao i predavao je teologiju i filozofiju 5 godina. Nakon pola desetljeća vratio se u rodni grad gdje je boravio u dominikanskom samostanu kojem je bio čelna osoba u nekoliko navrata. 1487. je godine postao prvi generalni vikar posebne Dubrovačke kongregacije. 
Uključio se je u gospodarsku diplomaciju. 1487. se je godine angažirao za dubrovačke pomorce i trgovce kod Mletaka. Nastojao je izboriti da se ukine zabrana plovidbe i trgovine za dubrovačke trgovce koja je dotad bila važeća u krajevima pod mletačkom vlašću.